# Hosszú Zoltán (politikus)
Hosszú Zoltán (Dés, 1944. január 13.) ügyvéd, romániai magyar politikus, Arad megye első (és 2020-ig egyetlen) magyar nemzetiségű szenátora (1990–1996).

## Élete
A középiskolát Bethlenben végezte, majd Kolozsváron a Tanárképző Intézet sporttagozatára iratkozott be. Mivel jogászcsaládból származik, levelező tagozaton 1971-re elvégezte a jogot, majd ügyvédként dolgozott az 1989-es romániai forradalomig.
1989. december 26-án – még a harcok alatt – alapítóként vett részt a Romániai Magyar Demokrata Szövetség aradi szervezetének megszervezésében, melynek első elnöke lett. 1990-ben, az RMDSZ képviselői és szenátori listájának összeállításakor – tekintettel arra, hogy az első parlament alkotmányozó jellegű lett – arra törekedtek, hogy az első helyre jogász kerüljön, így lett Hosszú a szenátori lista vezetője. A szenátori mandátumhoz azonban legalább 80 ezer szavazatra volt szükség, ám Arad megyében ekkor már csak alig több, mint 60 ezer magyar nemzetiségű élt, ezért volt némi kétség Hosszú megválasztását illetően. Végül Hosszú 38 ezer szavazatot kapott, de a töredékszavazatok újraosztását követően bejutott Románia Szenátusába. Az 1990 és 1992 közötti parlamenti ciklust követően 1992 és 1996 között is a felsőház tagja volt.
Szenátorként több bizottság munkájában is részt vett, így az emberi és állampolgári jogokért, a szenátusi rendelettervezésekért, az ún. bányászjárások kivizsgálásáért, az állami vagyon privatizációjáért és a korrupciós ügyek kivizsgálásáért létrehozott szenátusi vizsgálógrémiumokban, továbbá az 1989-es forradalom alatti visszaéléseket kivizsgáló bizottságban is. 1996-ban kikerült a szenátusból, és bár később, 2000-ben ismét indult a választásokon, az 1990-es sikerét már nem érte el, nem választották meg. Neve 1996 körül még felmerült néhány kombinációban – ami az RMDSZ választási sikereinek függvénye volt -, így mint a szenátus lehetséges elnökét, illetve az aradi prefektúra vezérigazgatójának várományosaként említették, de végül tisztséghez nem jutott.
1996 után a megye közéletében továbbra is részt vett, de ügyvédként is praktizált. 1997-ben magánszemélyekkel közösen létrehozták az Aradi Kis- és Közép-Vállalkozás Fejlesztési Központot, mely alapítványi formában működve tanácsadással segítette a megye vállalkozóit.
Jelenleg nyugdíjasként él Aradon, az RMDSZ helyi szervezetének munkáját ma is támogatja. Felesége matematikatanár, két gyermeke van.

## Díjai
- 2018: Kölcsey-díj (Kölcsey Egyesület (Arad)|Kölcsey Egyesület)[12]